# Бизнес ради любви
«Би́знес ра́ди любви́» (англ. Beauty & the Briefcase) — телефильм американского телеканала ABC Family производства компании Image Entertainment, вышедший на экраны 18 апреля 2010 года. Сценарий фильма основан на книге «Дневник деловой женщины» Даниэллы Бродски.Режиссёром фильма был Джил Янгер, фильм снимался в конце 2009 года: в Нью-Йорке (октябрь) и Новом Орлеане (ноябрь). При премьере фильма 18 апреля 2010 года его посмотрели 2,4 миллиона зрителей, в основном, женская аудитория от 12 до 34 лет.

## Сюжет
Лейн Дэниелс (Хилари Дафф) — молодая амбициозная журналистка, пишущая статью о романтических встречах с бизнесменом. Фильм явился плодом сотрудничества ABC Family с журналом Cosmopolitan, в котором, по сценарию, работает героиня.

## В ролях
| Актёр            | Роль                     |
| ---------------- | ------------------------ |
| Хилари Дафф      | Лейн Дэниелс             |
| Крис Кармак      | Лиам                     |
| Майкл Макмиллиан | Том Рейнхарт             |
| Аманда Уолш      | Джоанн                   |
| Кевин Киркпатрик | Джон партнёр Тома        |
| Дженнифер Кулидж | Алиша                    |
| Мэтт Даллас      | Сет                      |
| Джеймс Макдэниел | мистер Бэлмонт босс Тома |
| Джейми Прессли   | Кейт Уайт                |